# Bioko Nord
La Província de Bioko Nord és una de les 7 províncies que componen Guinea Equatorial, i la segona més poblada (darrere de la província del Litoral, a les costes de Mbini).
Situada en la part nord de l'illa de Bioko, limita al sud amb la província de Bioko Sud i a l'oest, nord i est amb el golf de Guinea. La seva capital és la ciutat de Malabo, que també és la seu de poders de la República de Guinea Equatorial.

## Geografia
Es localitza geogràficament entre els 4° N i els 8° I, en el golf de Guinea, a uns 40 km a l'oest de les costes de Camerun. El deshabitat illot Horacio, situat a la costa nord de la província (3° 45′ 33″ N, 8° 54′ 30″ E / 3.75917°N,8.90833°E), compta amb un far.

## Demografia
La població el 2013, era de 410 541 habitants, segons la Direcció general d'Estadístiques de Guinea Equatorial.

## Divisió político-administrativa
La província està constituïda pels següents municipis i districtes
- Municipis
  - Malabo
  - Baney
  - Rebola
- Districtes
  - Districte de Malabo (amb 11 Consells de Poblats
  - Districte de Baney (amb 12 Consells de Poblats)